# Vila Schmidt
Vila Schmidt se nachází v Křížíkově ulici 1306/7 ve vilové čtvrti Westend v Karlových Varech. Nechal si ji v roce 1928 postavit podle projektu Antona Breinla karlovarský prokurista Hans Schmidt.  

## Historie

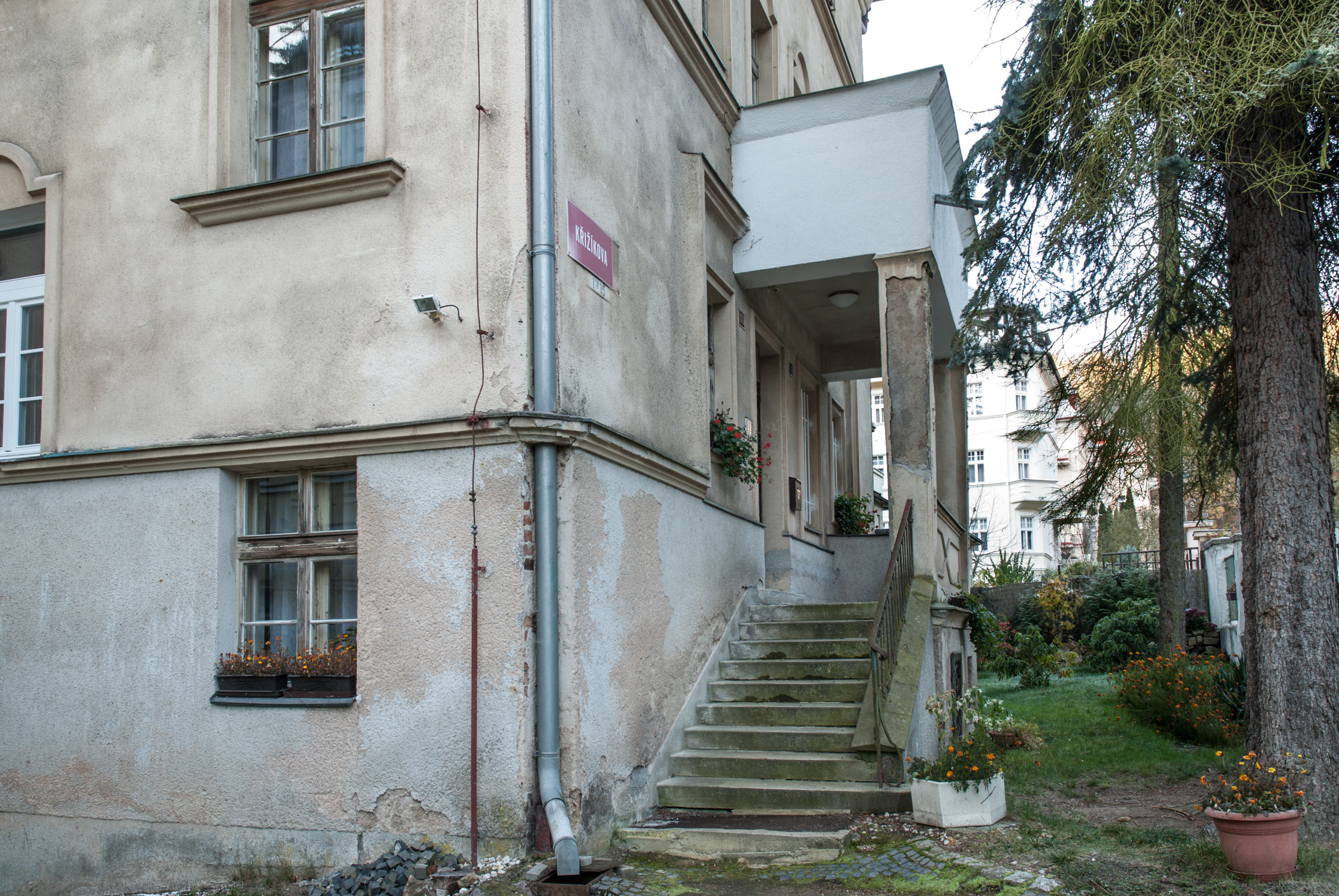
Vstupní schodiště, pohled od východu, listopad 2020

V nově rozparcelované lokalitě za výletní restaurací Malé Versailles ve Findlaterově ulici (dnes Křižíkově) byla jako první stavba realizována vila Schmidt. Stavebníkem byl karlovarský prokurista Hans Schmidt a účelem stavby byla vize pronajímání pokojů lázeňským hostům. Stavební plány vypracoval v dubnu 1927 městský inženýr Anton Brein. Stavba začala ještě téhož roku a skončila v roce následujícím; kolaudace proběhla dne 4. září 1928. V roce 1928 vypracoval rovněž Anton Breinl plán na úpravu zahrady, ta byla zrealizována roku 1930.
V roce 1939 byli zapsáni jako spolumajitelé Johann a Alice Schmidtovi.
V současnosti (únor 2021) je budova evidována jako bytový dům ve správě společenství vlastníků jednotek.

## Popis
Vila se nachází ve čtvrti Westend v Křižíkově ulici 1306/7. Jedná se o dvoupatrovou budovu se zvýšeným přízemím a obytným podkrovím. Stavba je pročleněna několika rizality. Nápaditě řešené je zahradní průčelí, které je rozčleněno dvěma většími trojbokými, uprostřed s balkony. Vstup s předsazeným schodištěm do zvýšeného přízemí a je zasazen do portiku nesoucí balkón prvního patra.